# Pierino Gavazzi
Pour les articles homonymes, voir Gavazzi.
Pierino Gavazzi (né le 4 décembre 1950 à Provaglio d'Iseo, dans la province de Brescia, en Lombardie) est un coureur cycliste italien, professionnel de 1973 à 1992.

## Biographie
Pierino Gavazzi a été l'un des meilleurs sprinters des années 1970-1980. Professionnel pendant vingt saisons, il a été trois fois champion d'Italie. 
Ses fils Nicola et Mattia ont également été cyclistes professionnels.  

## Palmarès

### Palmarès amateur
- 1970
  - Trofeo Alta Valle Bormida
  - 3e du Gran Premio della Liberazione
- 1971
  - Circuito Mezzanese
- 1972
  - Medaglia d'Oro Fiera di Sommacampagna
  - Milan-Asti
  - Coppa Lino Limonta
  - 2e de la Coppa Città di Cantù
  - 2e du Tour de Lombardie amateurs
  - 3e de Nice-Genève

### Palmarès professionnel
- 1973
  - 3e du Trophée Matteotti
- 1974
  - 5e étape du Tour d'Italie
  - 2e de la Nokere Koerse
- 1975
  - 1reb, 3eb et 7ea étapes du Tour de Catalogne
  - 3e de la Coppa Sabatini
  - 3e de Milan-Vignola
- 1976
  - Milan-Vignola (avec Rik Van Linden)
  - Tour des Marches
  - 7eb étape du Tour de Catalogne
  - 2e du Trophée Matteotti
  - 2e du GP Montelupo
  - 3e du Trophée Pantalica
  - 3e du Tour de Toscane
  - 3e de la Coppa Placci
- 1977
  - Tour des Pouilles :
    - Classement général
    - 2e étape

  - 16eb étape du Tour d'Italie
  - 2e de Sassari-Cagliari
  - 2e du Tour de la province de Reggio de Calabre
  - 3e de la Coppa Placci
  - 3e du GP Montelupo
- 1978
  -  Champion d'Italie sur route
  - 2ea étape du Tour de Romandie
  - 20e étape du Tour d'Italie
  - Milan-Turin
  - 2e du Tour de Toscane
  - 2e de la Coppa Agostoni 
  - 2e du GP Valsassina
  - 2e du Tour de Vénétie
- 1979
  - Trofeo Laigueglia
  - Tour de Campanie
  - 2e du Tour d'Ombrie
  - 2e de Milan-Vignola
  - 2e des Trois vallées varésines
  - 2e du Tour d'Émilie
  - 3e du Grand Prix de l'industrie et de l'artisanat de Larciano
  - 3e du Tour du Latium
  - 3e du Grand Prix de la ville de Camaiore
  - 3e du Tour du Frioul
  - 8e du Championnat de Zurich
- 1980
  - Prologue du Tour d'Andalousie (contre-la-montre par équipes)
  - Milan-San Remo
  - 2e étape du Tour des Pouilles
  - 22e étape du Tour d'Italie
  - Paris-Bruxelles
  - Tour de Romagne
  - 2e du Tour de Campanie
  - 2e du Grand Prix de l'industrie et de l'artisanat de Larciano
  - 2e du Grand Prix de la ville de Camaiore
  - 2e du Trophée Matteotti
  - 2e des Trois vallées varésines
  - 2e du Tour de Vénétie
  - 3e du Tour de Toscane
  - 3e du GP Montelupo
- 1981
  - 21e étape du Tour d'Italie
  - GP Montelupo
  - Grand Prix de l'industrie et de l'artisanat de Larciano
  - Tour d'Émilie
  - 2e du Trofeo Laigueglia
  - 2e du Tour de Toscane
  - 2e du Tour de Vénétie
  - 3e des Trois vallées varésines
  - 3e du Tour d'Ombrie
  - 8e de l'Amstel Gold Race
  - 9e de Paris-Bruxelles
  - 10e de Milan-San Remo
  - 10e du championnat du monde sur route
- 1982
  -  Champion d'Italie sur route
  - 4e étape du Tour des Pouilles
  - 7e étape du Tour de Suisse
  - Trois vallées varésines
  - Tour de Vénétie
  - Tour d'Émilie
  - 2e du Trophée Pantalica
  - 2e du GP Montelupo
  - 2e de la Coppa Sabatini
  - 2e du Grand Prix de l'industrie et de l'artisanat de Larciano
  - 2e de Paris-Tours
  - 3e de la Coppa Agostoni
  - 9e du championnat du monde sur route
- 1983
  - Tour de la province de Reggio de Calabre
  - 4e et 5e étapes du Tour des Pouilles
  - 7e de Gand-Wevelgem
- 1984
  - Trophée Pantalica
  - Trois vallées varésines
  - Tour de Romagne
  - Grand Prix de Prato
  - 2e du Tour de l'Etna
  - 2e de la Coppa Sabatini
  - 3e de Gand-Wevelgem
  - 3e du Championnat de Zurich
  - 3e du Grand Prix de la ville de Camaiore
  - 3e du Grand Prix du canton d'Argovie
  - 4e de Paris-Tours
  - 5e de Paris-Bruxelles
- 1985
  - Nice-Alassio
  - Grand Prix de l'industrie et de l'artisanat de Larciano
  - Trophée Matteotti
  - 2e de la Ruota d'Oro
  - 3e des Trois vallées varésines
  - 3e de Paris-Bruxelles
  - 7e du Championnat de Zurich
- 1986
  - 2e du Trophée Matteotti
  - 2e des Trois vallées varésines
  - 3e du Tour de Campanie
  - 3e du Grand Prix de Prato
  - 3e du Tour d'Émilie
  - 5e de Paris-Bruxelles
- 1987
  - 5e étape de la Semaine sicilienne
  - 2e du Coppa Placci
  - 2e de la Coppa Bernocchi
  - 2e du Tour de Romagne
  - 2e de la Coppa Sabatini
  - 3e du Trofeo Laigueglia
  - 3e du Tour des Apennins
  - 3e du Tour du Latium
- 1988
  -  Champion d'Italie sur route
  - Coppa Placci
  - 2e du Tour de Romagne
  - 3e du Grand Prix de Prato
  - 3e des Trois vallées varésines
- 1989
  - Grand Prix de Prato
  - Trofeo Laigueglia
  - 2e de la Semaine cycliste internationale
  - 2e de Milan-Vignola
- 1990
  - 2e de la Ruota d'Oro
- 1991
  - 2e du Trofeo Matteotti

## Résultats sur les grands tours

### Tour de France
2 participations
- 1975 : non-partant (15e étape)
- 1976 : 63e

### Tour d'Italie
17 participations
- 1973 : 85e
- 1974 : abandon (21e étape), vainqueur de la 5e étape
- 1975 : 52e
- 1976 : 68e
- 1977 : 80e
- 1978 : 63e, vainqueur de la 20e étape
- 1979 : 50e
- 1980 : 56e, vainqueur de la 22e étape
- 1981 : 64e, vainqueur de la 21e étape
- 1982 : abandon (21e étape)
- 1983 : 98e
- 1984 : 64e
- 1985 : 48e
- 1986 : 106e
- 1987 : 71e
- 1988 : 67e
- 1990 : abandon (16e étape)